# Aganacris nitida
Aganacris nitida är en insektsart som först beskrevs av Perty, J.A.M. 1832.  Aganacris nitida ingår i släktet Aganacris och familjen vårtbitare. Inga underarter finns listade i Catalogue of Life.

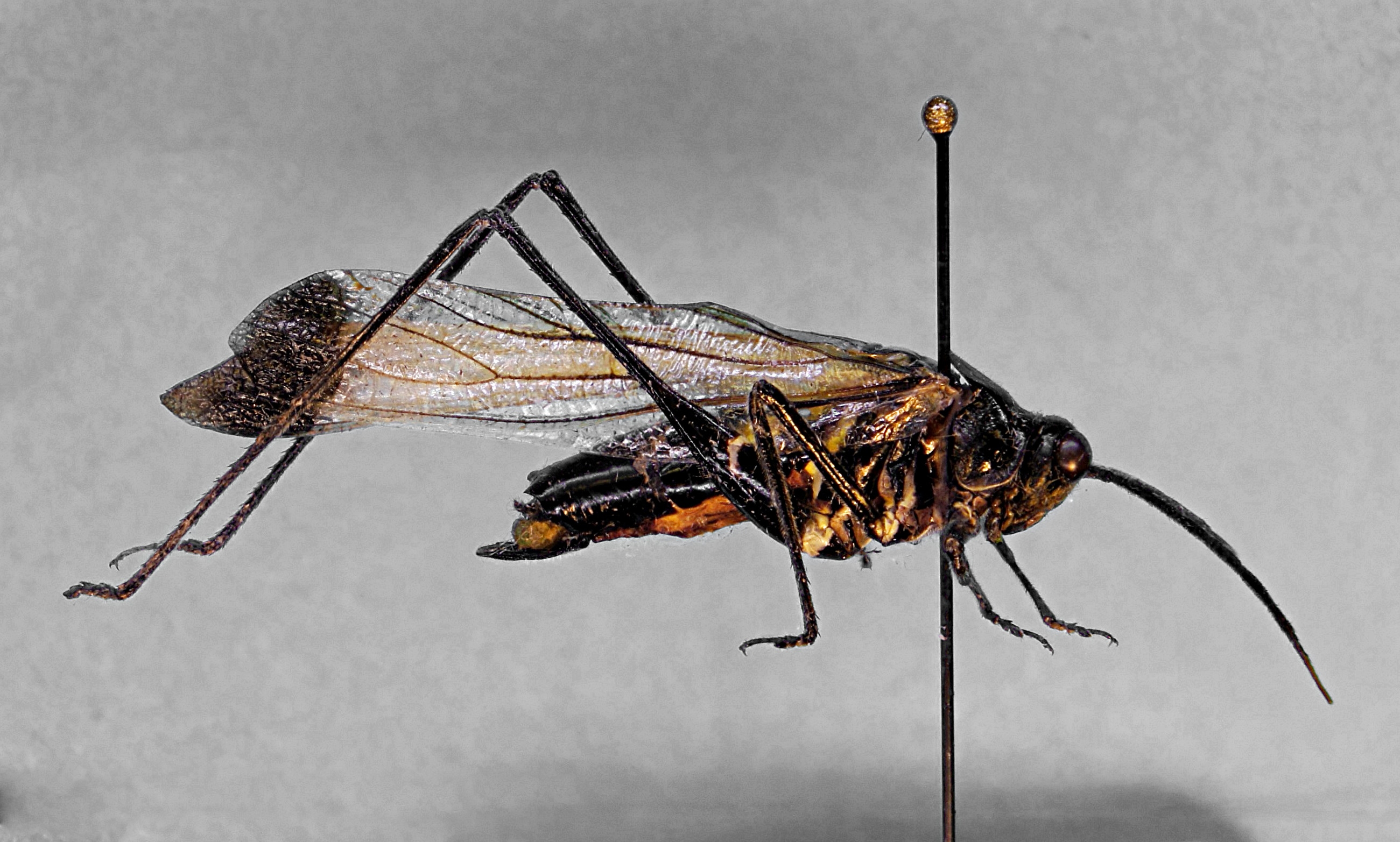
Aganacris nitida (Perty, 1832), leg. 2014 in Panguana, Peru; collected over night in a chlorophorm trap, about 20 m altitude. Specimen deposited in Zoologische Staatssammlung München, Germany.